# Nico Selenati
Nico Selenati (Uster, 30 juli 1996) is een Zwitsers baan- en wielrenner die anno 2020 rijdt voor Akros–Excelsior–Thömus.
Selenati nam in 2019 deel aan de Europese Spelen waar hij met de Zwitserseploeg een derde plaats behaalde op de ploegenachtervolging.

## Belangrijkste overwinningen

### Wegwielrennen
2016
 Zwitsers kampioenschap op de weg, Beloften

### Baanwielrennen
| Jaar     | ZK                   | EK                                 | WK       | Overig                                |
| Junioren | Junioren             | Junioren                           | Junioren | Junioren                              |
| -------- | -------------------- | ---------------------------------- | -------- | ------------------------------------- |
| 2013     |                      | ploegenachtervolging               |          |                                       |
| 2014     |                      | koppelkoers · ploegenachtervolging |          |                                       |
| Belofte  |                      |                                    |          |                                       |
| 2014     |                      |                                    |          | Aigle: koppelkoers                    |
| 2015     |                      |                                    |          |                                       |
| 2016     |                      | scratch                            |          |                                       |
| 2017     |                      |                                    |          |                                       |
| 2018     |                      | scratch · koppelkoers              |          |                                       |
| Elite    |                      |                                    |          |                                       |
| 2014     | teamsprint           |                                    |          |                                       |
| 2015     |                      |                                    |          |                                       |
| 2016     | teamsprint, scratch  |                                    |          |                                       |
| 2017     | ploegenachtervolging |                                    |          | Grenchen: koppelkoers                 |
| 2018     | puntenkoers          |                                    |          |                                       |
| 2019     | scratch, keirin      |                                    |          | Europese Spelen: ploegenachtervolging |
| 2020     | koppelkoers          |                                    |          |                                       |

## Ploegen
- 2018 –  Akros–Renfer SA
- 2019 –  Akros–Thömus
- 2020 –  Akros–Excelsior–Thömus